# Los motivos de Aurora
Los motivos de Aurora (en alemán: Auroras Anlaß) es una novela del escritor austriaco Erich Hackl publicada por la editorial Diogenes en Zúrich en 1987. Fue su primera novela. La versión ficticia de la historia de  Aurora Rodríguez Carballeira y su hija Hildegart se presenta en el contexto de la historia española del siglo XX hasta 1955. Hackl recibió por la obra el premio de literatura "Aspekte" del ZDF. 

## Argumento
La novela comienza con un asesinato:

Eines Tages sah sich Aurora Rodríguez veranlasst, ihre Tochter zu töten. 
Un día Aurora Rodríguez se sintió obligada a matar a su hija.

Mata a su hija Hildegart de cuatro tiros en el corazón y en la cabeza, luego va al Palacio de Justicia con un destacado abogado y hace una confesión. Después de conocer desde el principio al autor, el crimen y la víctima, la novela investiga los motivos de Aurora, como sugiere aliteradamente el título.

### La infancia de Aurora
El flashback que comienza tras el crimen y la confesión comienza con la infancia de Aurora en Ferrol. La madre, Pilar Carballeira, maestra de profesión pero exclusivamente ama de casa, es retratada como fría, clerical y conservadora. Se contrapone al padre progresista, Anselmo Rodríguez, abogado y procurador en los tribunales, cuyas opiniones liberales influyen fuertemente en Aurora.
Aurora crece con tres hermanos quienes, con la excepción del hijo menor, son educados en casa por un pariente empobrecido. Se hace evidente una moral intolerante que permite a los niños hacer cualquier cosa pero a las niñas no hacer nada. La madre les prohibió a sus hijas Josefa y Aurora, 10 años mayores, saltar y correr cuando eran pequeñas, y a partir de los 12 años las niñas ya no podían salir de casa sin compañía. Por otra parte, los padres dan dinero a una ayudante de cocina para que inicie al hijo mayor en las «prácticas del amor».
Cuando Aurora, de 7 años, escucha la conversación de una cliente con su padre, la situación de la mujer española se le aclara por primera vez. La cliente simplemente está disgustada por su marido, se siente utilizada y por eso quiere el divorcio. Cuando su padre le explica que perdería a su hija, ella decide quedarse.
En este ambiente negativo de una madre fría y la maliciosa hermana Josefa, Aurora se desarrolla principalmente a través de observaciones secretas y lecturas en la biblioteca de su padre. Cuando la hermana deja en casa por desinterés a su primer hijo de José Arriola, el pequeño "Pepito", Aurora asume por primera vez el papel de madre. Al mismo tiempo, también vive su primera experiencia de pérdida: cuando el pequeño resulta ser un prodigio del piano, Josefa se lo quita y se va de gira con él. 
Pilar Carballeira muere cuando Aurora tiene 15 años. Ella ve la muerte de su madre como una liberación y desarrolla un contacto más cercano con su padre, quien la lleva a los debates librepensadores. Se encuentra con las ideas de Charles Fourier y trata de realizarlas a través de sus propias concepciones. Pero el padre se siente demasiado mayor para implementar sus utopías. Tres años después de la madre, también él muere. 
Aurora tiene ahora 17 años y tiene como tutor al bondadoso Doctor Ochoa, en cuya casa tiene que vivir. Hace sus primeros intentos concretos de involucrarse políticamente. Pero cuando quiere enseñar a leer y escribir a los trabajadores socialistas, estos rechazan a una mujer como maestra. Como compañera del médico en los barrios marginales, obtiene sus primeras impresiones de las dificultades sociales en España. 
A los 23 años regresa ya adulta a casa de sus padres y comienza a vender su parte de la propiedad familiar. Provoca un gran escándalo cuando coloca un anuncio en el que busca un padre para su hijo, con el que no quería tener una relación. El reproductor sólo tiene que estar “sano de cuerpo y mente”.  Después de algunas molestias, un clérigo de la marina mercante se presenta y asume el papel requerido. 

### Nacimiento y crianza de Hildegart
En 1914 Aurora se traslada a Madrid y rompe todo contacto con su familia y su ciudad natal.   El motivo básico de Aurora queda claro durante su embarazo:

[…] ihre Absicht, ein Kind in die Welt zu setzen, das die Menschheit oder einen Teil derselben befreien sollte […]
[…] su intención de traer al mundo un niño que liberaría a la humanidad o a parte de ella […]

Para ello, sigue principios estrictos durante el embarazo, evita excitaciones e impresiones negativas, come sanamente, rediseña su entorno, y el dia 8 de diciembre de 1914 da a luz a su hija Hildegart. 
No fue hasta 18 meses después que registra a la niña ante las autoridades con el nombre de "Carmen", pero siempre la llamó "Hildegart", que ella (incorrectamente) tradujo como "Jardín de la Sabiduría". El nombre debe tener una influencia positiva en el desarrollo de la niña.  A la hora de criarla, hace todo lo posible para alejarla del papel femenino tradicional en España. Evita que Hildegart tenga contacto con otros niños y permite que crezca sin prejuicios religiosos o sexuales. Enseñarle números y letras a una edad temprana conduce a logros sorprendentes. A la edad de 3 años, Hildegart hace un examen de mecanografía.
Al mismo tiempo, Aurora se preocupa por la genética de su hija. Accidentalmente se entera por un antiguo vecino de que se dice que el padre agredió sexualmente a la hija de 12 años de su hermano y malversó dinero. A partir de esta información, surgen los primeros pensamientos de Aurora sobre el asesinato.

Zu Hause, wo Aurora Rodríguez in der größten Gefühlsbewegung auf und ab ging, kam ihr zum erstenmal in den Sinn, dem Leben ihrer Tochter, also auch dem eigenen, ein Ende zu setzen.
En su casa, donde Aurora Rodríguez caminaba de un lado a otro con la mayor agitación emocional, se le ocurrió por primera vez acabar con la vida de su hija, incluida la suya propia.

Movida por un remordimiento de conciencia, permite que Hildegart, que sólo desea el contacto con otros niños, vaya a la escuela. Para ello, debe bautizarse como católica y posteriormente también participar en su primera comunión para poder integrarse en la clase. Sin embargo, debido a sus opiniones libres, está exenta de recibir instrucción religiosa a petición del profesor de religión.

### Estudios y actividades políticas y periodísticas de Hildegart.
A los 13 años, Hildegart comenzó a estudiar Derecho en la Universidad Central de Madrid y encontró en el profesor Méndez Bejarano un apoyo, también como una segunda figura paterna socialmente crítica. A los 14 años decidió afiliarse a la asociación juvenil de los socialistas y al sindicato y en septiembre de 1929 se convirtió en vicepresidenta de la asociación juvenil socialista. Aurora acompaña a Hildegart en todas las actividades, incluso cuando pega carteles por la noche. el día 1 de diciembre de 1930, cuando tenía 16 años, fue acusada de lesa majestad, pero debido a la agitación social el juicio nunca se llevó a cabo.
Paralelamente a sus estudios y a la escuela, Hildegart comenzó a publicar. A los 12 años publicó su primer estudio sobre el amor en la literatura, y con la esquela de una feminista francesa inició su labor periodística, inicialmente para el diario del partido “ El Socialista ”.
El 12 de abril de 1931, las elecciones tan esperadas provocaron un cambio social: los socialistas entraron en el gobierno recién formado. Aurora apoya solidariamente las decisiones políticas de Hildegart, pero todavía existe un conflicto fundamental entre ambos. Mientras la hija cree en una lenta transformación de la sociedad, Aurora confía en un derrocamiento revolucionario, "el poder limpiador de la violencia".
Hildegart encuentra cada vez más dificultades: es atacada por la iglesia por sus escritos de política sexual y tiene que huir de los enojados residentes durante una conferencia en el pueblo de Matavenero. La actitud de los funcionarios socialistas conformistas como Manuel Cordero, cuyo disgusto por la suciedad de los barrios marginales, también comienza a deprimirlos.

Nicht die Hütten sind eine Schande, sondern die Verhältnisse, die sie hervorbringen. Nicht diese schiefen Bretterbuden, sondern der Reichtum, der die Not zur Folge hat. Ob Herr Cordero seine Entrüstung über die Paläste, Villen und eleganten Geschäfte auch so lauthals verkünde? 
No son las chozas las que son una vergüenza, sino las condiciones que las crean. No estas chozas torcidas, sino la riqueza que resulta en penurias. ¿Proclamaría también el señor Cordero en voz alta su indignación por los palacios, villas y elegantes tiendas?

Realpolitik macht dumm, erwiderte Hildegart, krümmt das Rückgrat, beißt sich in den Schwanz. 
La realpolitik te vuelve estúpido, respondió Hildegart, doblando la columna y mordiéndose la cola.

En 1931, Hildegart publicó tres libros más sobre política sexual; pedía la igualdad absoluta entre hombres y mujeres ante la ley, la abolición del matrimonio y la propagación de la anticoncepción.

Das sexuelle Problem (…) ist der Schlüssel für alle anderen. Die vielköpfigen Familien, Ehestreit, Gewalt, sind nichts als eine Folge dieses Problems. Die sexuelle Revolution muß allen anderen vorausgehen.
El problema sexual (…) es la clave para todos los demás. Las familias numerosas, las disputas matrimoniales y la violencia no son más que consecuencias de este problema. La revolución sexual debe preceder a todas las demás.

Después de que Hildegart es amenazada de forma anónima, Aurora le compra una pistola a un “gitano” para proteger a su hija.

### Distanciamiento de la madre
En una conferencia de la recién fundada “Liga para la Reforma Sexual”, Hildegart conoció al escritor británico H. G. Wells. Wells representa la posición malthusiana sobre la política demográfica, que para Hildegart es sólo una expresión del miedo de los ricos a las masas de trabajadores. Queda impresionado por el emotivo contradiscurso de Hildegart, a la que irónicamente llama "la virgen roja", y la invita a trabajar para un amigo suyo, el sexólogo inglés Havelock Ellis.
Después de su expulsión del partido socialista en septiembre de 1932, Hildegart publicó un libro criticando el socialismo. Contrariamente a lo esperado, después de este cambio de opinión, Hildegart no se radicalizó hacia el comunismo o el anarcosindicalismo, sino que se involucró con los federalistas progresistas pero moderados. No cree en una perspectiva socialista a corto plazo para la España atrasada. En la nueva fiesta conoce al joven Abel Velilla y, para horror de Aurora, de repente se interesa por las joyas y la ropa.

Sie hatte gehofft, nach Hildegarts Bruch mit den Sozialisten wieder zum Mittelpunkt von Hildegarts Leben zu werden. Das Gegenteil war der Fall. Sie fühlte sich zunehmend an den Rand gedrängt.
Esperaba volver a ser el centro de la vida de Hildegart después de la ruptura de Hildegart con los socialistas. El caso fue todo lo contrario. Se sentía cada vez más marginada.

El miedo a la herencia del padre de Hildegart vuelve a surgir en Aurora. Viaja a Ferrol y se entera de que él se suicidó ahorcándose hace 10 años.
Hildegart es cada vez más atractiva, para ahuyentar a sus admiradores, Aurora inventa un prometido noruego para su hija. Hay una ruptura entre madre e hija. Hildegart se niega a comunicarse hasta que finalmente anuncia que quiere aceptar la oferta de trabajar en Inglaterra. El conflicto es cada vez más intenso. Hildegart decide aceptar la oferta de Wells e irse a Inglaterra.

Du wilst also allein fahren, fragte Aurora, und mich hier zurücklassen?
Natürlich.
Dann bist du verloren. Zu schwach, um deinen Zielen treu zu bleiben.
Ich bin stark, sagte Hildegard. Ich brauche dich nicht mehr. Aber gilt das auch umgekehrt? 
“Entonces quieres ir sola”, preguntó Aurora, ¿y dejarme aquí?
Naturalmente.
Entonces estás perdida. Demasiado débil para mantenerse fiel a sus objetivos.
Soy fuerte, dijo Hildegart. Ya no te necesito. ¿Pero esto también se aplica al revés? “

Aurora resume su ira en una parábola en la que declara a Caín como el héroe de la mitología cristiana, que eliminó a su hermano débil y conformista, “un muñeco en manos de Dios”, en un “acto de limpieza”. Pensó durante mucho tiempo en suicidarse. Tras un último intento de persuasión, una conversación destructiva que dura dos días y dos noches sin dormir, decide matar a Hildegart. Según la novela, la hija está de acuerdo.
Los capítulos restantes relatan el juicio de Aurora, su vida en prisión y los cuidados psiquiátricos, hasta que sus huellas se pierden en el torbellino de la historia española.

## Temas

### Relación madre-hija
Las relaciones entre madre e hija aparecen varias veces en la novela, aunque Aurora e Hildegart son el foco de interés. Esta relación está determinada por la alternativa de Aurora a su visión de la relación con su propia madre. Aurora considera que el problema central de su propia educación es la falta de una buena educación y la falta de confianza femenina en sí misma.
Pero no escapa a un problema que también atormentó a las madres conservadoras durante su infancia: el deseo de tener el control exclusivo sobre sus hijas y la amenaza a este deseo por parte del mundo de los hombres. Ya de niña, ante la impotencia de la mujer, decía esto en relación a su muñeca:

Und sie gehört mir ganz allein. 
Y ella me pertenece solo a mí

Ella ve este deseo en peligro por el despertar de la sexualidad de Hildegart e intenta quitarle el cordón umbilical. Al hacerlo, reinterpreta el miedo a la pérdida en el miedo de que Hildegart no pueda cumplir con su tarea real. Por muy carente de emociones que parezca la construcción de Aurora, ella reacciona emocionalmente. Preferiría matar a su hija antes que dejarla en libertad.

### Educación
La educación de Hildegart por parte de Aurora sigue principios estrictos, aunque la rigidez de la implementación es aterradora. Los objetivos finales son la máxima promoción de la inteligencia y la creación de una mentalidad emancipadora. Para ello, Aurora aísla a Hildegart de otros niños para evitar la transmisión de prejuicios.
Algunos de los conceptos parecen claramente estar en el espíritu de la educación reformista, como la elección de los juguetes de construcción, la alimentación saludable y la valoración del juego libre al aire libre. Otras ideas parecen dudosas, como el intento, que en este caso particular tuvo éxito, de acelerar significativamente el desarrollo intelectual natural. Desde el punto de vista de Aurora, el aislamiento social del niño y la concentración exclusiva en la relación con la madre se justifican con el objetivo de evitar prejuicios. Sin embargo, a través de la prehistoria, la novela plantea implícitamente la cuestión del trasfondo psicológico de este enfoque. El comportamiento de Aurora orientado a objetivos a nivel consciente también parece ser un intento de asegurar un poder paternal completo y sin restricciones sobre su hija.
La novela muestra en pequeños episodios las dificultades en las que se mete la pequeña Hildegart en la mojigata España por su falta de prejuicios y contactos sociales. Cuando ella y su criada Julia Sanz están con un fotógrafo, ella nota su interés por Julia:

Er hat einen Penis, sagte Hildegart, und steckt ihn in deine Vagina. Und dann kommt Samen raus und befruchtet eine Eizelle, und dann beginnt ein Kind in deinem Bauch zu wachsen. Und dann kommt es heraus und spielt mit mir. Darf es mit mir spielen?
Tiene un pene, dijo Hildegart, y te lo mete en la vagina. Y luego sale el esperma y fertiliza un óvulo, y luego un niño comienza a crecer en tu vientre. Y luego sale y juega conmigo. ¿Puede jugar conmigo?

### El papel de la mujer en España
La novela pinta una imagen completamente ambigua de las mujeres. La miseria de las mujeres de las clases bajas se contrarresta con el conservadurismo de las mujeres burguesas. Apoyan activamente la iglesia y las reglas sociales que defienden su inferioridad y defienden firmemente estas reglas en la educación de sus hijas. Aurora y su hija Hildegart quieren salir de este mundo; el foco de su compromiso es la iluminación y la emancipación de la mujer. Son plenamente conscientes de que sus contemporáneos están más del lado de la iglesia conservadora y que el sufragio femenino inicialmente beneficia a los conservadores.
La novela muestra los lados negativos de las mujeres principalmente a través de la madre de Aurora y de su hermana mayor, Josefa. Además del pensamiento conservador, Hackl destaca especialmente la relación fría y sin emociones con los propios hijos, que son criados por sirvientes.

### Política sexual
Un tema político central de la novela es la política demográfica. Tanto el padre de Aurora como Hildegart, siguiendo al economista británico Thomas Robert Malthus, ven el crecimiento exponencial de la población como la principal causa de la miseria social. En principio, esto no puede contrarrestarse con un crecimiento exponencial de la producción de alimentos. La educación sexual es necesaria y es un medio central de la política.
La histórica Hildegart Rodríguez escribió numerosos libros y artículos sobre este tema y fue secretaria de la Liga para la Reforma Sexual en 1932.  Las ideas de emancipación de la mujer y educación sexual fueron extremadamente controvertidas entre socialistas y comunistas alrededor de 1930. Los problemas de las mujeres parecían una “ contradicción secundaria ” en comparación con el problema económico real. Sin embargo, los debates sobre la sexualidad tuvieron un gran atractivo, especialmente entre los jóvenes, y por lo tanto fueron tolerados en ocasiones. Wilhelm Reich presentó claramente estos problemas para la zona de habla alemana.

## Antecedentes históricos
La novela sigue en gran medida los acontecimientos históricos que rodean a Aurora Rodríguez y su hija Hildegart Rodríguez Carballeira, que el contemporáneo Eduardo de Guzmán, ya había retratado en la década de 1970. En 1977 los hechos fueron llevados al cine. La autora española Hildegart Rodríguez hizo una masiva campaña por la liberación sexual y la emancipación social de la mujer.
Además, a través del caso se presenta el desarrollo político y social en España, especialmente en la primera mitad del siglo XX. La atención se centra en las posiciones políticas de los socialistas y federalistas españoles.
Hildegart Rodríguez inicialmente se involucró con los socialistas (“Juventudes Socialistas”). Una parte importante de la trama transcurre durante la fundación de la Segunda República española tras el siglo XIV. Abril de 1931 con la participación de los socialistas en el gobierno. Hildegart Rodríguez está particularmente comprometida con el área de la emancipación de la mujer y la política sexual. Finalmente abandona el partido, disgustada por una realpolitik que cimenta las condiciones sociales en lugar de cambiarlas y repelida por los funcionarios egoístas.
Contrariamente a lo esperado, después de este cambio de opinión, Hildegart no se radicalizó hacia el comunismo o el anarcosindicalismo, sino que se involucró con los federalistas progresistas pero moderados (Partido Republicano Democrático Federal). La principal razón dada por Hackl es la desconfianza de Hildegart hacia las autoridades centrales fuertes, que compartía con muchos españoles. Aquí los rechazados son principalmente los comunistas que no aparecen en detalle, pero también los partidarios de Franco.
Otro aspecto de las controversias políticas que trata la novela es el papel de los funcionarios socialistas, que básicamente están disgustados con los socialmente desfavorecidos que se supone que representan y que, en cambio, sólo buscan oportunidades profesionales.
Otra idea política que aborda la novela es la utopía de una granja cultivada por trabajadores agrícolas en una comunidad social, siguiendo al primer socialista Charles Fourier, que ya se había pronunciado a favor de la libertad en el amor. El padre de Aurora ya había informado con entusiasmo sobre una finca que los campesinos, nombrados herederos por el anterior propietario, administraban juntos. Siguiendo el ejemplo del falansterio de Fourier, Aurora había desarrollado planes concretos para implementar esta idea con la ayuda de la riqueza de la familia. A medida que la planificación se vuelve más concreta, para decepción de Aurora, su padre se distancia del plan alegando que es demasiado mayor para ello.

## Procedimientos literarios
Un procedimiento típico de Hackl es narrar los eventos desde el final, desde el resultado. Esto se aplica no sólo a la estructura general de la novela, sino también a unidades narrativas más pequeñas. Por ejemplo, la descripción de la infancia de Aurora comienza con la muerte de sus padres y sólo entonces desarrolla la vida de la familia hasta este punto de inflexión. El narrador no se ciñe a la cronología, hay saltos en el tiempo y gran parte del texto aparece como un flashback.
Otro rasgo básico de la novela es el montaje de pasajes narrativos y documentos en cursiva. Los textos de Aurora y su hija Hildegart, así como declaraciones y reportajes periodísticos crean una atmósfera auténtica. Sin embargo, se conserva el carácter ficticio del texto; dominan los elementos narrativos. Los pasajes insertados de las publicaciones de Hildegart comentan en retrospectiva los acontecimientos de su infancia y juventud. Aquí también se rompe la cronología. Las declaraciones también ofrecen interpretaciones; se crea una red de elementos textuales que se iluminan entre sí. Al final de la novela, Hackl presenta una lista de las fuentes y comentarios más importantes:

Dem Autor fällt es im nachhinein schwer, das Geflecht von Fakten und Mutmaßungen zu ordnen und zu entwirren. Der Anstand erfordert es aber, wenigstens die wichtigsten Dokumente zu nennen, ohne deren Kenntnis die vorliegende Erzählung nicht hätte geschrieben werden können […] 
En retrospectiva, al autor le resulta difícil organizar y desenredar la red de hechos y suposiciones. La decencia exige, sin embargo, nombrar al menos los documentos más importantes, sin cuyo conocimiento no se podría haber escrito la presente historia[…]

Hackl ilumina la vida de la época y el carácter de los personajes en episodios cortos y relativamente independientes. Arroja luz, por ejemplo, sobre la hostilidad sexual de la madre de Aurora al hacer que la pequeña Aurora asista a un festival de baile del pueblo con una criada. Allí la niña observa un beso entre la criada y un hombre. Cuando la madre se entera de esto, la criada es despedida inmediatamente.

## Ediciones
- Hackl, Erich (1987). Auroras Anlaß (en alemán). Zúrich: Diogenes. ISBN 3257217315.
- Hackl, Erich (2020), Los motivos de Aurora, Hoja de Lata, traducción de José Ovejero, ISBN 8416537585
- Hackl, Erich, Los motivos de Aurora, Thalia, traducción de José Ovejero, narrado por Conchi Ramírez, audiolibro.